# 2004 w literaturze
Wydarzenia literackie w 2004 roku.

## Wydarzenia

### Polska
- Od 20 do 23 maja w Pałacu Kultury i Nauki w Warszawie odbyły się 49. Międzynarodowe Targi Książki. Gościem honorowym targów była Rosja[1].

## Proza beletrystyczna i literatura faktu

### Język polski

#### Pierwsze wydania
- Jacek Dukaj
  - Perfekcyjna niedoskonałość
  - Xavras Wyżryn i inne fikcje narodowe (zbiór opowiadań)
- Jan Himilsbach – Moja oszałamiająca kariera (Wydawnictwo Vis-a-Vis/Etiuda)
- Ryszard Kapuściński – Podróże z Herodotem
- Barbara Kosmowska – Niebieski autobus (Zysk i S-ka)[2]
- Stanisław Lem – Krótkie zwarcia
- Marek Nowakowski – To wolny kraj! (Wydawnictwo Książkowe Twój Styl)
- Ewa Maria Ostrowska – Owoc żywota twego (Prószyński i S-ka)[3]
- Hanna Samson – Miłość. Reaktywacja
- Andrzej Sapkowski – Boży bojownicy
- Jerzy Szymik
  - Dziennik Pszowski. 44 kartki o ludziach, miejscach, Śląsku i tęsknocie
  - W Światłach Wcielenia. Chrystologia kultury

#### Tłumaczenia
- Mitch Albom – Pięć osób, które spotykamy w niebie, przeł. Joanna Puchalska (Świat Książki)[4]
- Jeffrey Eugenides – Middlesex, przeł. Wiktor Kurylak (Sonia Draga)[5]
- Bohumil Hrabal
  - Dobranocki dla Cassiusa, przeł. Andrzej Czcibor-Piotrowski
  - Miasteczko, w którym czas się zatrzymał, przeł. Piotr Godlewski
- P.D. James – Całun dla pielęgniarki (Shroud for a nightingale), przeł. Blanka Kluczborska (Wydawnictwo Baobab)[6]
- Rujana Jeger – Darkroom
- László Krasznahorkai – Szatańskie tango (Sátántangó), przeł. Elżbieta Sobolewska (Wydawnictwo W.A.B.)[7]
- Richard Morgan – Upadłe anioły (Broken Angels), przeł. Marek Pawelec (ISA)
- Ota Pavel – Jak tata przemierzał Afrykę (Jak šel táta Afrikou)
- Ai Yazawa – Paradise Kiss (パラダイス・キス) – Tom 2, 3, 4 i 5, przeł. Aleksandra Watanuki (Waneko)

### Pozostałe języki

#### Język angielski
- Cecelia Ahern – P.S. Kocham Cię (PS, I love you)
- John Flanagan – Ruiny Gorlanu (The Ruins of Gorlan)
- Ursula K. Le Guin – Dary (Gifts)
- Lawrence Lessig – Wolna kultura (Free Culture)
- Ian Macleod – Tchorosty i inne wy-tchnienia (Breathmoss and Other Exhalations)

#### Inne
- Michal Ajvaz – Puste ulice (Prázdné ulice)
- Majgull Axelsson – Ta, którą nigdy nie byłam (Den jag aldrig var)[8]
- Gabriel García Márquez – Rzecz o mych smutnych dziwkach (Memoria de mis putas tristes)
- Haruki Murakami – Po zmierzchu (Afutā Dāku)
- Mari Okazaki – Suppli (サプリ) – Tom 1
- Hirohiko Araki – JoJo’s Bizarre Adventure Part 7: Steel Ball Run (ジョジョの奇妙な冒険 Part7 STEEL BALL RUN) – Tom 1

## Poezja

### Język polski

#### Pierwsze wydania
- Ryszard Krynicki – Kamień, szron (Wydawnictwo a5,Kraków)
- Tadeusz Różewicz – Wyjście
- Anna Piwkowska – Niebieski sweter. Wiersze dawne i nowe (Wydawnictwo Nowy Świat, Warszawa)

### Pozostałe języki
- Seamus Heaney – Beacons of Bealtaine

## Prace naukowe i biografie

### Język polski

#### Pierwsze wydania
- Czytanie modernizmu pod red. Marii Olszewskiej i Grzegorza Bąbiaka, (Wydział Polonistyki Uniwersytetu Warszawskiego)[9]
- Antoni Jozafat Nowak – Osoba – unikat w kosmosie
- Adam Pomorski – Sceptyk w piekle. Z dziejów ideowych literatury rosyjskiej (Open, Warszawa)

### Język niemiecki
- Loreto Vilar – Die Kritik des realen DDR-Sozialismus im Werk Anna Seghers: „Die Entscheidung” und „Das Vertrauen” (Königshausen & Neumann)[10]

## Zmarli
- 4 stycznia
  - Joan Aiken, brytyjska pisarka (ur. 1924)
  - Dorota Terakowska, polska dziennikarka i pisarka (ur. 1938)
- 9 stycznia – Zhou Erfu, chiński pisarz (ur. 1914)
- 10 stycznia – Alexandra Ripley, amerykańska pisarka (ur. 1934)
- 21 stycznia – Jordan Radiczkow, bułgarski pisarz (ur. 1929)
- 24 stycznia – Abd ar-Rahman Munif, arabski pisarz (ur. 1933)
- 29 stycznia
  - Janet Frame, nowozelandzka pisarka (ur. 1924)
  - Mary Margaret Kaye, brytyjska pisarka (ur. 1908)
- 17 lutego – Bruce Beaver, australijski poeta (ur. 1928)
- 28 lutego – Carmen Laforet, hiszpańska pisarka (ur. 1921)
- 3 marca – Pedro Pietri, portorykański poeta i dramaturg (ur. 1944)
- 16 marca:
  - Jeannie Ebner, austriacka pisarka (ur. 1918)
  - Hana Zelinová, słowacka poetka, pisarka i dramaturg (ur. 1914)
- 28 marca
  - Robert Merle, francuski pisarz (ur. 1908)
  - Peter Ustinov, brytyjski pisarz i aktor (ur. 1921)
- 10 kwietnia – Jacek Kaczmarski, polski bard, poeta i prozaik (ur. 1957)
- 21 kwietnia – Concha Zardoya, chilijska poetka i tłumaczka (ur. 1915)
- 24 kwietnia – Jose Giovanni, francuski reżyser filmowy i pisarz (ur. 1923)
- 25 kwietnia – Thom Gunn, brytyjski poeta (ur. 1929)
- 2 maja – Paul Guimard, francuski pisarz (ur. 1921)
- 13 maja – Michael Guttenbrunner, austriacki pisarz i poeta (ur. 1919)
- 17 czerwca – Sara Lidman, szwedzka pisarka (ur. 1923)
- 20 czerwca – Hanns Cibulka, niemiecki prozaik i poeta (ur. 1920)
- 2 lipca – Sophia de Mello Breyner, portugalska pisarka (ur. 1919)
- 1 sierpnia – Zofia Grzesiak, polska pisarka (ur. 1914)
- 17 sierpnia – Thea Astley, australijska pisarka (ur. 1925)
- 24 września – Françoise Sagan, francuska pisarka (ur. 1935)
- 28 września – Mulk Raj Anand, indyjski pisarz (ur. 1905)
- 29 września – Balamaniamma, indyjska poetka (ur. 1909)
- 10 października – Maurice Shadbolt, nowozelandzki pisarz (ur. 1932)
- 13 października – Bernice Rubens, walijska pisarka (ur. 1928)
- 14 października – Iwan Szamiakin, białoruski pisarz (ur. 1921)
- 16 października – Per Højholt, duński poeta i prozaik (ur. 1928)
- 5 listopada – Jan Koprowski, polski pisarz, publicysta, krytyk i tłumacz (ur. 1918)
- 9 listopada – Stieg Larsson, szwedzki pisarz (ur. 1954)
- 13 listopada – Harry Lampert, amerykański twórca komiksów (ur. 1916)
- 24 listopada – Arthur Hailey, kanadyjski pisarz (ur. 1920)
- 30 listopada
  - Pierre Berton, kanadyjski pisarz (ur. 1920)
  - Nora Szczepańska, polska poetka i prozaik (ur. 1914)
- 2 grudnia – Mona Jane Van Duyn, amerykańska poetka (ur. 1921)
- 15 grudnia – Józef Waczków, polski poeta i tłumacz (ur. 1933)
- 28 grudnia – Susan Sontag, amerykańska pisarka (ur. 1933)
- 30 grudnia – Artie Shaw, amerykański pisarz i muzyk (ur. 1910)

## Nagrody
- Nagroda Nobla – Elfriede Jelinek
- Nagroda Goncourtów – Laurent Gaudé, Le Soleil des Scorta
- Nagroda Kościelskich – Tomasz Różycki
- Nagroda Nike – Wojciech Kuczok, Gnój